# Abdur Rahman Khan
Abdur Rahman Khan (født 1844, død 1. oktober 1901) var emir af Afghanistan fra 1880 til 1901.
Abdur Rahman Khan sluttede overenskomst med Storbritannien, der efterfølgende støttede ham økonomisk og forhindrede Ruslands indtrængen i Afghanistan.
Han blev efterfulgt som emir af sin ældste søn, Habibullah Khan.

## Eksterne links
- Wikimedia Commons har flere filer relateret til Abdur Rahman Khan

1. ↑  Navnet er anført på engelsk og stammer fra Wikidata hvor navnet endnu ikke findes på dansk.
2. ↑  Navnet er anført på engelsk og stammer fra Wikidata hvor navnet endnu ikke findes på dansk.